# سيفون فلتر (لعبة 1999)
سيفون فلتر (بالإنجليزية: Syphon Filter) هي لعبة فيديو من نوع تسلل وتصويب منظور الشخص الثالث، تاريخ صدورها هو 12 أغسطس 1999 . وهي متوفرة على أجهزة بلاي ستيشن وأندرويد . اللعبة من تطوير ذاكرة صورية وهي من نشر 989 ستوديوز .

## روابط خارجية
- سيفون فلتر على موقع IMDb (الإنجليزية)